# Jules Van Cleemput
Jules Van Cleemput (11 aprile 1997) è un ex calciatore belga, di ruolo difensore.

## Caratteristiche tecniche
È un terzino destro.

## Carriera

### Club
Cresciuto nel settore giovanile del Malines, ha esordito in prima squadra il 16 gennaio 2016 disputando con l'Heist l'incontro di Division 1B pareggiato 4-4 contro il Deinze.

### Nazionale
Tra il 2015 ed il 2016 ha giocato 3 partite con la maglia della nazionale belga Under-19.

## Statistiche
Statistiche aggiornate al 28 ottobre 2019.

### Presenze e reti nei club
| Stagione        | Squadra         | Campionato      | Campionato | Campionato | Coppe nazionali | Coppe nazionali | Coppe nazionali | Coppe continentali | Coppe continentali | Coppe continentali | Altre coppe | Altre coppe | Altre coppe | Totale | Totale | Totale |
| Stagione        | Squadra         | Comp            | Pres       | Reti       | Comp            | Pres            | Reti            | Comp               | Pres               | Reti               | Comp        | Pres        | Reti        | Pres   | Reti   |        |
| --------------- | --------------- | --------------- | ---------- | ---------- | --------------- | --------------- | --------------- | ------------------ | ------------------ | ------------------ | ----------- | ----------- | ----------- | ------ | ------ | ------ |
| 2015-gen. 2016  | Malines         | D1              | 0          | 0          | CB              | 0               | 0               |                    | -                  | -                  |             | -           | -           | 0      | 0      |        |
| gen.-giu. 2016  | Heist           | D2              | 12         | 1          | CB              | 0               | 0               |                    | -                  | -                  |             | -           | -           | 12     | 1      |        |
| 2016-2017       | Malines         | D1              | 5+5        | 0          | CB              | 0               | 0               |                    | -                  | -                  |             | -           | -           | 10     | 0      |        |
| 2017-2018       | Malines         | D1              | 3          | 0          | CB              | 0               | 0               |                    | -                  | -                  |             | -           | -           | 3      | 0      |        |
| 2018-2019       | Malines         | D2              | 17         | 0          | CB              | 2               | 0               |                    | -                  | -                  |             | -           | -           | 19     | 0      |        |
| 2019-2020       | Malines         | D1              | 11         | 0          | CB              | 0               | 0               |                    | -                  | -                  | SB          | 1           | 0           | 12     | 0      |        |
| Totale carriera | Totale carriera | Totale carriera | 53         | 1          |                 | 2               | 0               |                    | -                  | -                  |             | 1           | 0           | 56     | 1      |        |

## Palmarès
- Division 1B: 1

Malines: 2018-2019
- Coppa del Belgio: 1

Malines: 2018-2019